# Labicymbium rancho
Labicymbium rancho är en spindelart som beskrevs av Ott och Arno Antonio Lise 1997. Labicymbium rancho ingår i släktet Labicymbium och familjen täckvävarspindlar. Inga underarter finns listade i Catalogue of Life.